# Sandgerðisbær
Sandgerðisbær (do 1990 roku nosiła nazwę Miðneshreppur) – dawna gmina w południowo-zachodniej Islandii, na półwyspie Miðnes (część półwyspu Reykjanes), obejmująca jego zachodnią część. Wchodziła wówczas w skład regionu Suðurnes. Na początku 2018 roku gminę zamieszkiwało 1779 osób, z czego prawie wszyscy w głównej miejscowości gminy Sandgerði (1753 mieszk., 2018).

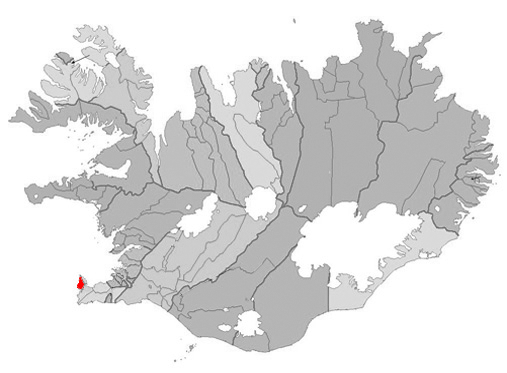
Położenie gminy Sandgerðisbær na mapie administracyjnej kraju

W 2017 podjęto decyzję o połączeniu z gminą Garður, którą zatwierdzono w lokalnych referendach. Zmiana ta weszła w życie wraz z wyborami nowej rady gminy 26 maja 2018. Nowa gmina funkcjonowała pod tymczasową nazwą Garður og Sandgerði. Podczas referendum na przełomie października i listopada 2018 roku mieszkańcy mogli wybierać pomiędzy trzema opcjami: Heiðarbyggð, Suðurnesjabær i Sveitarfélagið Miðgarður. Ostatecznie wybrano nową nazwę gminy Suðurnesjabær.